# Richard Dombi
Richard "Dombi" Kohn (Wenen, 27 september 1888 – Rotterdam, 16 juni 1963) was een Oostenrijkse voetbaltrainer die actief was bij onder andere FC Barcelona, FC Bayern München en een aantal Nederlandse clubs. Zo was hij meerdere malen coach van Feijenoord (1935-1939; 1951-1952; 1955-1956). Hij dankt zijn faam in Nederland met name aan die eerste periode bij Feijenoord, toen de club twee landskampioenschappen wist te behalen. Anno 2024 is hij de enige trainer van Feyenoord die tweemaal het landskampioenschap heeft behaald met de club. Dombi was een bekwaam en sociaal bewogen coach, die volgens velen zijn tijd tactisch ver vooruit was.
Dombi, Hongaars voor "kleine eminentie", was de bijnaam van Richard Kohn die hij kreeg toen hij voor MTK Boedapest uitkwam. Gedurende het grootste deel van zijn leven en met name in Nederland stond hij bekend als Richard Dombi.

## Loopbaan
Als aanvaller verdiende Dombi zijn sporen bij het Weense Wiener AC en (later) het Hongaarse MTK Boedapest. Hij bracht het tot international, maar zou vooral furore maken als coach tijdens een carrière die hem onder andere naar Uruguay, Spanje en Duitsland voerde.
Begin jaren dertig streek hij neer in Zuid-Duitsland, waar hij FC Bayern München in 1932 het eerste kampioenschap in de clubgeschiedenis wist te bezorgen. Na de machtsovername begin 1933 door de nationaalsocialisten besloot de Joodse Dombi Duitsland te verlaten. Via Spanje (FC Barcelona) en Zwitserland (FC Basel) ging hij per 1 juli 1935 aan de slag bij Feijenoord, dat over Dombi was getipt door bondstrainer Karel Lotsy. Onder Dombi's leiding speelde de club verzorgd combinatievoetbal uit de Midden-Europese school. Hij ontwikkelde het slingerback systeem (3-2-5) waarmee Feijenoord twee maal kampioen werd, geïnspireerd door het vermaarde Oostenrijkse nationale team van de jaren '30.
Zijn bijnaam 'de Hongaarse wonderdokter' dankte hij aan zijn kwaliteiten als masseur en aan de geheime zalf waarmee hij geblesseerde voetballers vlug weer wist op te lappen. Behalve bij Feyenoord was Dombi in Nederland onder andere actief bij de voetbalclubs EBOH, Neptunus en Emma. Bij al die clubs viel het sterke positiespel op dat Dombi de door hem getrainde teams liet spelen.  Onder zijn leiding promoveerde Neptunus in 1944 naar de Eerste Klasse.

## Erelijst
- FC Barcelona

Copa del Rey: 1926
Catalaans kampioen: 1926
- FC Bayern München

landskampioen: 1931-1932
- Feyenoord

landskampioen: 1935-1936, 1937-1938
Zilveren Bal: 1937, 1939